# Statewatch
Statewatch ist eine 1991 gegründete britische Bürgerrechtsbewegung mit Sitz in London. Sie überwacht die Regierung und die Einhaltung der Bürgerrechte innerhalb der Europäischen Union.
Mitglieder von Statewatch sind unabhängige Juristen, Dozenten, Journalisten, Sozialwissenschaftler und Aktivisten in ca. 12 verschiedenen Ländern. Nach eigenen Angaben ist eines der Hauptanliegen von Statewatch, die Öffentlichkeit gezielt über die Entwicklung der bürgerlichen Freiheiten in Europa zu informieren und so die Grundlage für eine fundierte Diskussion zu liefern.
Die Organisation wird als renommierte Bürgerrechtsagentur angesehen und als unentbehrlicher Lieferant zuverlässiger Daten im Bereich der Bürgerrechte bewertet. Sie betreibt ein Dokumentationszentrum über europäische Regierungsaktivitäten; in ihrer Datenbank sind mehrere tausend offizielle Dokumente enthalten.
2005 initiierte Statewatch die Gründung des European Civil Liberties Network.

## Aktivitäten
Statewatch ist insbesondere bekannt dafür, Diskussionen durch die Veröffentlichung interner Behördendokumente anzustoßen, so etwa
- Unterlagen zu Verhandlungen über ein Sicherheitsabkommen zwischen den USA und europäischen Regierungen,[9]
- den Entwurf für einen Rahmenbeschluss zur Vorratsdatenspeicherung,[10]
- Gesetzentwürfe der EU-Kommission zur Speicherung von Flugpassagierdaten[11][12] sowie zu einem Abkommen mit den USA darüber,[13]
- den Antrag Großbritanniens beim EU-Rat zur Ausweitung der Flugdatenerfassung,[14]
- einen Entwurf der EU-Kommission zur Einschränkung der Informationsfreiheit,[8]
- den Bericht „Freedom, Security, Privacy“ der Informal High Level Advisory Group on the Future of European Home Affairs Policy („Future Group“) vom Juni 2008,[15]
- das Arbeitsprogramm 2014–2020 des European Network of Law Enforcement Technology Service, in dem das Projekt einer ferngesteuerten Anhaltevorrichtung für Kraftfahrzeuge erörtert wurde.[16]

Berichte von Statewatch werden in den Medien aufgegriffen, etwa zum Umfang der britischen Spezialkräfte in Nordirland.
Repräsentanten von Statewatch werden regelmäßig von anderen Medien zu Fragen des Datenschutzes und der staatlichen Überwachung befragt und zitiert, so etwa
- zur EU-weiten Vernetzung nationaler DNA- und Fingerabdruck-Datenbanken[18]
- zur Informationsfreiheit,[19][20]
- zu europäischen Antiterrormaßnahmen,[21][22]
- zur Vorratsdatenspeicherung von Telefondaten,[23][24]
- zu biometrischen Reisepässen,[25][26]
- zum Schengener Informationssystem,[5]
- zur Übertragung von Überwachungsbildern im Fernsehen[27],
- zur Sperrung von Internetseiten, die zum Terrorismus aufrufen,[28]
- zur Zugriff der USA auf die Daten von Einreisenden[29],
- zur automatisierten Auswertung von Überwachungsbildern[30],
- zum Einsatz von Drohnen in der Landwirtschaft[31] und beim Grenzschutz.[32]

## Auszeichnungen
1998 wurde Tony Bunyan von der britischen Campaign for Freedom of Information ausgezeichnet.
2011 wurde Statewatch mit dem Human Rights “Long Walk” Award des 1934 gegründeten National Council for Civil Liberties ausgezeichnet. Der Preis wurde für die Hingabe zu Offenheit, Demokratie und informierter Debatte über europäische Institutionen, die uns seit 20 Jahren verlässlich informiert und engagiert halte, verliehen. Ihr Netzwerk unabhängiger Freiwilliger sei eine der angesehensten und verlässlichsten Quellen für investigativen Journalismus und kritischer Recherche in den Bereichen Staat, Justiz, Inneres und Bürgerrechte in der EU. Bei der Verleihungszeremonie waren etwa Kenneth Clarke, Dominic Grieve, Brenda Hale, Baroness Hale of Richmond und Yvette Cooper anwesend.